# Oded Goldreich

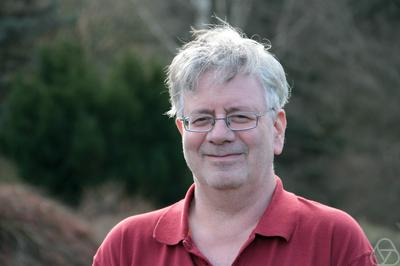
Goldreich, 2015

Oded Goldreich (hebräisch עודד גולדרייך; * 4. Februar 1957 in Tel Aviv) ist ein israelischer Mathematiker und Informatiker.

## Biografie
Goldreich studierte am Technion in Haifa, wo er 1982 seinen Masterabschluss in Informatik machte und 1983 bei Shimon Even promoviert wurde. Danach war er am Computer Science Department des Technion und 1983 bis 1986 (sowie 1995 bis 1998) am Laboratory for Computer Science des Massachusetts Institute of Technology (MIT). Seit 1994 ist er Professor am Weizmann-Institut für Wissenschaften.
1994 war er Invited Speaker auf dem Internationalen Mathematikerkongress in Zürich. Er ist seit 2003 korrespondierendes Mitglied der Bayerischen Akademie der Wissenschaften.

## Forschungsschwerpunkte
Goldreich befasst sich mit unter anderem mit Kryptographie (im modernen Sinn als Theorie von Informationssystemen, die widerstandsfähig gegen Missbrauch sind), Pseudozufallseigenschaften, Komplexitätstheorie und probabilistischen Algorithmen. Er ist bekannt für seine Arbeiten über Zero-Knowledge-Beweissysteme. 1987 zeigte er mit Avi Wigderson und Silvio Micali die Existenz eines sicheren Protokolls für jedes Vielparteien-Kommunikationsproblem (Secure Multiparty Computation) unter Verwendung von Zero Knowledge-Beweisen (Journal of the ACM 1991).

## Politische Ansichten
Goldreich hat sich gegen die israelische Besatzung palästinensischer Gebiete ausgesprochen und u. a. einen Brief unterzeichnet, in dem die EU aufgefordert wird, die Zusammenarbeit mit der israelischen Siedler-Universität Ariel einzustellen, die sich im besetzten Westjordanland befindet.

## Israel-Preis
Im Jahr 2021 beschloss die Jury des Israel-Preises, Goldreich den Israel-Preis für Mathematik und Informatik zu verleihen. Bildungsminister Joaw Galant weigerte sich jedoch, Goldreich den Preis zu überreichen, und beschuldigte ihn, die Initiative Boycott, Divestment and Sanctions (BDS) zu unterstützen. Das Preiskomitee bestand auf seiner Entscheidung und erklärte, es bedaure, dass die Verleihung des Israel-Preises „zu einer Spielwiese der Politik“ verkomme; Goldreich solle den Preis für seine „einzigartige und bedeutende wissenschaftliche Arbeit“ erhalten. Goldreich erklärte, er unterstütze die BDS nicht, worauf Galant erklärte, es müsse jedoch erst „den Abschluss einer Untersuchung abwarten, ob der Professor der BDS-Bewegung aufrichtig abgeschworen hat“.
Die Rektoren aller israelischen Universitäten forderten Galant in einem offenen Brief auf, Goldreich den Preis zu überreichen: „Einer Person aufgrund ihrer politischen Überzeugung einen Preis zu verweigern, widerspricht dem Grundprinzip des Israel-Preises und ist ein erheblicher Schaden für die Rede- und Gedankenfreiheit. ... Ihre Entscheidung erweckt den schwer zu ertragenden Eindruck, dass nur ‚linientreue‘ Menschen ausgezeichnet werden, und dass jeder bestraft wird, der es wagt, eine politische Meinung zu äußern, die außerhalb des Konsenses liegt.“
Der Oberste Gerichtshof Israels entschied, dass Galant mehr Zeit zuzustehen sei, um Goldreichs Positionen zu überprüfen, bevor ihm der Israel-Preis verliehen wird. Im August 2021 entschied das Oberste Gericht, dass Galant nicht das Recht hatte, Goldreich den Preis vorzuenthalten.
Im November 2021 erklärte Galants Nachfolgerin Jifat Schascha-Biton (Tikwa Chadascha), sie werde Goldreich den Preis nicht überreichen: „Ich kann den Israel-Preis für akademische Leistungen – so beeindruckend diese auch sind – nicht jemandem verleihen, der dazu aufruft, Israel zu boykottieren.“
Im März 2022 – ein Jahr nach der ersten Anrufung – urteilte das Oberste Gericht schließlich, dass die Ministerin Schascha-Biton Goldreich den Preis doch überreichen muss.

## Schriften
- Modern Cryptography, probabilistic proofs and pseudorandomness. Springer 1998.
- Foundations of Cryptography. 2 Bände, 2001, 2004 (ein dritter Band ist geplant).
- Computational Complexity: a conceptual perspective. Cambridge University Press 2008
- Computational Complexity, in Engquist, Schmid Mathematics Unlimited- 2001 and beyond, Springer 2000
- mit Wigderson, Micali: Proofs that yield nothing but their validity or all languages in NP have zero-knowledge proof systems. Journal of the ACM (Association of Computing Machinery), Bd. 38, 1991, S.691-729.
- mit Goldwasser, Micali „How to construct pseudorandom functions“, Journal ACM, Bd.33, 1986
- Goldreich „Secure Multiparticle Communication“
- Goldreich Pseudorandomness, Notices AMS, November 1999